# Versajska mirovna pogodba
Versajska mirovna pogodba je ena od pogodb, s katerimi se je formalno končala prva svetovna vojna. 28. junija 1919, točno pet let po atentatu na avstro-ogrskega prestolonaslednika Franca Ferdinanda, sta jo podpisala nemški zunanji minister Hermann Müller in kolonialni minister Johannes Bell. Z ostalimi nemškimi zaveznicami so bile sklenjene ločene pogodbe. Spopadi so bili dejansko končani že 11. novembra 1918 s podpisom premirja, sestavljanje mirovne pogodbe pa je zahtevalo še pol leta pogajanj na pariški mirovni konferenci. 9. julija 1919 jo je ratificiral nemški državni zbor in 21. oktobra istega leta je bila registrirana pri sekretariatu Lige narodov.
Za Nemčijo najbolj sporna od številnih določil pogodbe je bila, da Nemčija sprejema izključno odgovornost za škodo, ki jo je nasprotnikom povzročila vojna. Nadaljnjih 17 členov je nalagalo državi razorožitev, odpoved številnim ozemljem in vojne reparacije nekaterim državam antante. Predvsem zahteva  po plačilu 132 milijard mark reparacij je povzročila mnogo nezadovoljstva nemškega naroda, saj je nalagala ogromno breme od vojne izčrpanemu gospodarstvu.
Celotna pogodba je bila kompromis pogosto nasprotujočih si interesov držav antante, ki ni zadovoljil nikogar; Nemčija ni bila ne pomirjena ne trajno vojaško onemogočena. To je vodilo v nove konflikte, ki so na koncu privedli do izbruha druge svetovne vojne.

## Ozadje

### Prva svetovna vojna
Prva svetovna vojna (1914–1918) zajema spopade po Evropi, Bližnjem vzhodu, Afriki in Aziji. Prizadete so bile tudi države zunaj vojnega območja, ob motnjah v mednarodni trgovini, finančnih in diplomatskih pritiskih vojskujočih se strani. Leta 1917 je znotraj Ruskega cesarstva izbruhnila revolucija, ki je vodila h kolapsu cesarske vlade in k vzponu boljševikov pod vodstvom Vladimirja Lenina na oblast.

### Štirinajst točk
6. aprila 1917 so zaradi vojaškega delovanja nemških podmornic, naperjenega proti ladjam, ki so trgovale s Francijo in Veliko Britanijo, v vojno proti centralnim silam vstopile tudi Združene države Amerike. Njihov cilj je bil razdvojiti vojno od nacionalističnih sporov ali ambicij potem, ko so boljševiki razkrili skrivne sporazume med zavezniki, s tem pa diskreditirali njihove trditve, da je Nemčija edina sila z agresivnimi ambicijami.
8. januarja 1918 je predsednik Združenih držav Woodrow Wilson podal izjavo, kasneje znano kot Štirinajst točk. S svojim govorom je poudaril politiko proste trgovine, odprtih sporazumov, demokracije in samoodločbe. Prav tako je pozval k diplomatskemu koncu vojne, mednarodni razorožitvi, umiku centralnih sil z okupiranih ozemelj, ustanovitvi poljske države, ponovnemu risanju evropskih meja vzdolž etničnih mej in oblikovanju Društva narodov, da bi se zagotovila »vzajemna jamstva za politično neodvisnost in ozemeljsko celovitost enako za velike in male države«. Wilsonov govor je bil tudi odgovor na Leninov odlok o miru novembra 1917; slednji je predlagal takojšnji umik Rusije iz vojne, s klicem po pravičnem in demokratičnem miru, ki ga ne bi ogrožale aneksacije ozemelj. Govor štirinajstih točk je temeljil na raziskavi The Inquiry, skupine približno 150 zunanjepolitičnih svetovalcev, ki jo je vodil Edward M. House, o temah, ki bi lahko prišle na dan na pričakovani mirovni konferenci. Evropejci so na splošno pozdravili Wilsonovo vmešavanje, zavezniški premierji Georges Clemenceau iz Francije, David Lloyd George iz Združenega kraljestva Vittorio Emanuele Orlando iz Italije pa so bili skeptični do njegovega idealizma.

### Brest-Litovski mir, 1918
Potem ko so Centralne sile pričele z operacijo Faustschlag na vzhodni fronti, je nova vlada sovjetske Rusije 3. marca 1918 podpisala z Nemčijo mirovni sporazum v Brest-Litovsku. Sporazum je končal vojno med njo in centralnimi silami, s tem pa je Rusija izgubila 3.400.000 km² ozemlja in 62 milijonov prebivalcev.

### Premirje
Jeseni 1918 je centralnim silam moč začela pešati. Število dezerterstev iz nemške vojske je pričelo naraščati, civilne stavke pa so drastično zmanjšale vojno proizvodnjo. Na zahodni fronti so sile antante zagnale stodnevno ofenzivo in odločilno porazile nemško vojsko. Upor mornarjev cesarske mornarice 3. novembra v Kielu je zanetil vstaje po vsej Nemčiji, ki so dobile skupno ime novembrska revolucija. Nemška vlada je poskušala doseči mirovni sporazum s temelji na štirinajstih točkah in ob vdaji vztrajala na tej osnovi. Po krogu pogajanj so sile antante z Nemčijo podpisale premirje, ki je pričelo veljati 11. novembra, ko je bila nemška vojska še vedno prisotna v Franciji in Belgiji.

### Zasedba Porenja
Pogoji premirja so klicali k evakuaciji nemške cesarske vojske iz Belgije, Nemčije in Luksemburga v roku petnajstih dni. Nadalje je bilo določeno, da morajo sile antante zasesti ozemlje Porenja, kar se je zgodilo proti koncu leta 1918.

### Blokada
Tako Nemško cesarstvo kot Velika Britanija sta bila odvisna od uvoza hrane in surovin, slednja predvsem iz Amerike, od koder jih je bilo treba prepeljati preko Atlantika. Blokada Nemčije od 1914 do 1919 je bila pomorska operacija, ki so jo nadzirale sile antante, za zaustavitev dobave surovin in hrane Centralnim silam. Nemška Kaiserliche Marine se je v glavnem omejila na Nemški zaliv, pri čemer je napadala trgovske ladje in izvajala neomejeno podmorniško vojno kot protiblokado. 

### Poljska vstaja
Proti koncu leta 1918 je bila oblikovana poljska vlada in razglašena neodvisna Poljska. Decembra so Poljaki zagnali vstajo znotraj nemške province Posen. Boji so trajali vse do februarja, ko je bilo podpisano premirje, s katerim je ozemlje pristalo v poljskih rokah, čeprav tehnično še vedno pod Nemčijo.

## Pogajanja
Pogajanja med silami antante so se pričela 18. januarja na Quai d'Orsay v Parizu, v dvorani Salle de l'Horloge francoskega zunanjega ministrstva. Prvotno se je pogajanj udeležilo 70 delegatov 27 narodov. Predstavnike poraženih Nemčije, Avstrije in Madžarske so izločili iz pogajanj. Prav tako je bila izključena tudi ruska delegacija, ker je z Nemčijo sklenila mir v Brest-Litovsku, s katerim je Nemčija dobila velik del ruskega ozemlja in virov. Pogoji pogodbe so bili, kot so kasneje poudarili pogajalci v Versaillesu, izredno strogi.
Sprva je bil to »Svet desetih«, sestavljen iz po dveh delegatov Velike Britanije, Francije, Združenih držav Amerike, Italije in Japonske, ki se je uradno srečal, da bi odločal o mirovnih pogojih. Po izstopu Japonske iz Lige narodov so ostali »Veliki štirje«, glavni predstavniki ostalih štirih delegacij, ki so se srečali na 145 zaprtih sejah in sprejeli vse glavne odločitve, ki naj bi jih kasneje ratificiral celoten zbor. Z izjemo italijanskih vprašanj so bili glavni pogoji določeni na osebnih srečanjih med voditelji »velikih treh« narodov: britanskim ministrskim predsednikom Davidom Lloydom Georgem, francoskim ministrskim predsednikom Georgesom Clemenceaujem in ameriškim predsednikom Woodrowom Wilsonom.
Manjši narodi so prisostvovali tedenski plenarni konferenci, na kateri so razpravljali o vprašanjih v splošnem forumu, vendar brez odločitev. Ti člani so oblikovali več kot 50 komisij, ki so predložile različna priporočila, od katerih so mnoga bila upoštevana pri končni pogodbi.

### Francoske zahteve
Kot edina izmed glavnih sil antante, ki je na kopnem mejila z Nemčijo, je Francija svojo glavno skrb namenila čim temeljitejši slabitvi Nemčije. Clemenceau je najbolje opisal francoski položaj ob pogovoru z Wilsonom: »Amerika je daleč stran, varovana z oceanom. Celo sam Napoleon se ni mogel dotakniti Anglije. Oboji ste tako zaščiteni; mi nismo.« Clemenceau je želel prenesti mejo na Ren ali oblikovati tamponsko državo v Porenju, vendar zahteva ni bila izpolnjena s pogodbo. Namesto tega je pridobil demilitarizacijo Porenja, mandat nad Posarjem in obljubo anglo-ameriške pomoči v primeru nove nemške agresije, vendar Združene države niso ratificirale sporazuma.
Francija, ki je utrpela največ škode in imela največ človeških žrtev med zaveznicami, je ostala neomajna pri plačilu reparacij. Zaradi nezmožnost Weimarske republike za povrnitev vojne škode sta francoska in belgijska vojska leta 1923 zasedli Porurje.

### Britanske zahteve
Britanija je utrpela le neznatno škodo na svojem ozemlju v času vojne. Ministrski predsednik David Lloyd George je ob tem podpiral reparacije v znatno manjšem obsegu kot Francozi. Britanci so gledali na obnovljeno Nemčijo kot pomembnega trgovinskega partnerja in jih je skrbelo glede učinka reparacij na britansko gospodarstvo.

### Ameriške zahteve
Pred koncem vojne je predsednik Woodrow Wilson navedel svojih štirinajst točk, ki so predstavljale liberalni položaj na konferenci in pripomogle k oblikovanju svetovnega mnenja. Wilson si je prizadeval za obnovitev evropskega gospodarstva, spodbujanje samoodločbe, proste trgovine, oblikovanje ustreznih mandatov za nekdanje kolonije, predvsem pa oblikovanje močnega Društva narodov, ki bi zagotavljalo mir. Nasprotoval je strogemu postopanju z Nemčijo, vendar sta ga britanski in francoski delegat preglasovala. S seboj je pripeljal vrh izobražencev kot svetovalce, vendar je njegova zavrnitev vključitve uglednih republikancev v ameriško delegacijo dala njegovim prizadevanjem strankarski značaj, s čemer je tvegal politični poraz doma.

### Italijanske zahteve
Kraljevina Italija je bila zelo zadržana ob vstopu v vojno, vendar je z zmago na strani antante izkoristila priložnost priključitve še zadnjih dveh iredentističnih ozemelj, južnotirolskega Trentina in jadranskega Trsta z Istro, poleg njiju pa še turškega Dodekaneza v Egejskem morju. Italijanske zahteve so bile vključene v besedilo senžermenske in sevreške pogodbe. 

## Pogodba
Zavezniki so izjavili, da se bo v primeru, če nemška vlada ne bo podpisala pogodbe, vojna nadaljevala. Takratni vladni kabinet na čelu s Philippom Scheidemannom se ni mogel dogovoriti o skupnem stališču, Sheidemann je raje odstopil kot podpisal pogodbo. Gustav Bauer, kancler nove nemške vlade, je poslal telegram, v katerem je navedeno, da jo namerava podpisati, če bodo določeni členi pogodbe umaknjeni. Zavezniki so mu dali ultimat, ali naj Nemčija sprejme pogodbo ali pa bodo zavezniške sile v 24 urah prečkale Ren. 23. junija se je Bauer predal in poslal drugi telegram, v katerem je sporočil, da bo nemška delegacija v kratkem prispela na podpis pogodbe. 28. junija 1919, ob peti obletnici atentata na avstrijskega prestolonaslednika nadvojvoda Franca Ferdinanda, je bila pogodba podpisana. Pogodba je imela klavzule z razponom od vojnih zločinov, prepovedi združitve novo ustanovljene Avstrije z Nemčijo brez soglasja Društva narodov, proste plovbe po glavnih evropskih rekah, vse do vračila Korana arabskemu kralju v Hedžazu.

### Ozemeljske spremembe
V zahodni Evropi je bilo s pogodbo Nemčiji vzeto približno 25.000 km² ozemlja s sedmimi milijoni ljudi. Od Nemčije je pogodba zahtevala tudi, da se odpove pridobitvam, vzpostavljenim s podpisom Brest-Litovskega miru, in zagotovi neodvisnost protektoratom, ki so bili ustanovljeni. Od Nemčije je bilo zahtevano priznanje belgijske suverenosti nad Moresnetom in predaja nadzora nad ozemljem Eupen-Malmedy. Od Belgije je bilo znotraj šestih mesecev od predaje zahtevano, naj organizira plebiscit, na katerem bi se prebivalstvo regije odločilo, ali želi ostati pod Belgijo ali se želi vrniti pod streho Nemčije, zatem posredujejo izide plebiscita Društvu narodov in nazadnje upoštevajo odločitev Društva narodov. Kot nadomestilo za uničenje francoskih premogovnikov je Nemčija morala predati celotni izkupiček posarskih rudnikov Franciji, nadzor nad Posarjem je dobilo Društvo narodov za obdobje petnajstih let; sledil bi plebiscit, ki bi odločal o njegovi suverenosti. Pogodba je vrnila pokrajini Alzacijo in Loreno nazaj k Franciji, s čimer se je povrnilo prvotno stanje pred francosko-prusko vojno in pogodbama iz Verasillesa in Frankfurta iz leta 1871. Suverenost Schleswig-Holsteina naj bi se rešila kasneje s plebiscitom.
V vzhodni Evropi je Nemčija morala priznati neodvisnost Češkoslovaške in Poljske ter se odreči vsem pravicam in naslovom nad ozemljem. Dele pokrajine zgornje Šlezije je morala predati Poljski, o prihodnosti ostalega dela pokrajine pa naj bi se odločilo na plebiscitu. Meje bi se določile glede na glasovanje, geografske in ekonomske pogoje vsake lokalne skupnosti na tem ozemlju. Provinco Posen (danes Poznanj), ki je prešla pod poljsko kontrolo v času velike poljske vstaje, je morala Nemčija prav tako predati Poljski. Ozemlje Pomeranja, t. i. poljski koridor, je bilo predano Poljski na zgodovinski in etnični osnovi tako, da je bil novi državi omogočen dostop do morja. Suverenost južnega dela Vzhodne Prusije naj bi se odločala prek plebiscita razen ozemlja Soldau, ki poteka vzporedno z železniško progo med Varšavo in Danzigom, ki je bilo dokončno predano Poljski. Ozemlje Memel naj bi bilo predano na razpolago Zavezniškim in pridruženim silam v skladu z njihovimi željami. Nemčija naj bi predala mesto Danzig in njegovo zaledje, vključno z delto reke Visle na Baltiku, Društvu narodov, da osnuje Svobodno mesto Danzig.

### Mandati
Pogodbeni člen 119 je od Nemčije zahteval, naj se odpove suverenosti nad bivšimi kolonijami, s členom 22 preoblikovanimi v ozemlja pod mandatom Društva narodov, pod nadzorom zavezniških držav. Togoland in Nemški Kamerun je prevzela Francija, Ruanda in Urundi sta bila predana Belgiji, Nemška Jugozahodna Afrika je prešla pod Južno Afriko, Nemško vzhodno Afriko pa je dobila Velika Britanija. Kot nadomestilo za nemško invazijo Portugalske Afrike se je Portugalski podelil trikotnik Kionga, delček nemške Vzhodne Afrike v severnem Mozambiku. Pogodbeni člen 156 je določal prenos nemških posesti v Shandongu Japonski; slednja je dobila tudi vse nemške posesti v Tihem oceanu severno od ekvatorja, medtem ko so posesti južno od ekvatorja šle Avstraliji razen nemške Samoe, ki je pripadla Novi Zelandiji.

### Vojaške omejitve
Pogodba je bila obsežna in kompleksna glede omejitev naloženih povojnim nemškim oboroženim silam. Določbe so bile namenjene nezmožnosti Reichswehra za napadalne akcije in za spodbuditev mednarodnega razoroževanja. Nemčija je morala demobilizirati vojake do 31. marca 1920, v nemški vojski bi moralo ostati do največ 100 tisoč ljudi, vsebovati bi morala največ sedem pehotnih divizij in tri konjeniške divizije. Pogodba je odložila organizacijo divizij in podpornih enot, razpuščeno naj bi bilo glavno poveljstvo. Vojaške šole za častnike so bile omejene na tri, ukinjen naj bi bil vpoklic. Zasebne vojake in podčastnike naj bi zadržali najmanj dvanajst, častnike pa najmanj 25 let, nekdanjim častnikom je bilo prepovedano prisostvovati vojaškim vajam. Da bi preprečili Nemčiji graditi velik kader izšolanih mož, je bilo njihovo število predčasne zapustitve vojske omejeno.
Število civilnega osebja za podporo vojski je bilo zmanjšano, na njeno predvojno stanje se je povrnilo tudi število policijskega osebja, ki je bilo omejeno s številom prebivalstva; prepovedane so bile paravojaške enote.. Porenje je postalo demilitarizirano, porušene naj bi bile vse utrdbe na tem ozemlju oz. 50 km vzhodo od Rena, nove zgradbe so bile prepovedane. Vojaške zgradbe in utrdbe na otokih Helgoland in Düne bi morale biti uničene. Nemčiji je bila prepovedana trgovina z orožjem, uvedene so bile omejitve na vrsto in količino orožja, prepovedana proizvodnja ali zaloge kemičnega orožja, oklepnih vozil, tankov in vojaških letal. Nemški mornarici je bilo dovoljeno šest pre-dreadnought bojnih ladij, lahkih križark je bilo omejeno na največ šest, dvanajst rušilcev in dvanajst torpednih čolnov, podmornice so bile prepovedane. Število ljudi v mornarici naj ne bi preseglo 15 tisoč, vključno s člani ladijskih posadk, obalne straže, signalnih postaj, administracije in drugih kopenskih služb. Število častnikov in njihovih namestnikov je smelo biti do 1.500 ljudi. Nemčija je morala predati za razgraditev osem bojnih ladij, osem lahkih križark, 42 rušilcev in 50 torpednih čolnov. 32 pomožnih križark je morala razorožiti in preoblikovati v trgovske ladje. Pogodbeni člen 198 je Nemčiji prepovedoval imeti letalske sile, vključno s pomorsko letalsko silo, od Nemčije je zahteval predajo celotnega materiala, povezanega z izdelavo letal. V povezavi s tem ji je bilo tudi prepovedano izdelovati ali uvažati letala in material za obdobje šestih mesecev po podpisu pogodbe.

### Reparacije
S pogodbenim členom 231 je Nemčija sprejela odgovornost za vse izgube in poškodbe, povzročene z vojno. (podobne besedne zveze so bile uporabljene v pogodbah, podpisanih s strani drugih poraženih narodov centralnih sil: člen 117 senžermenske pogodbe z Avstrijo, člen 161 trianonske pogodbe z Madžarsko, člen 121 neulijske pogodbe z Bolgarijo in člen 231 sevreške pogodbe s Turčijo).
Naslednji členi pogodbe so predvidevali za Nemčijo nadomestilo za zavezniške sile in ustanovitev »Komisije za reparacijo« v letu 1921, ki bi ovrednotila nemške vire in njeno zmožnost plačila, nemški vladi so dali priložnost, da se sliši njen glas in odloči o višini reparacij za plačilo. V vmesnem obdobju je pogodba od Nemčije zahtevala plačilo ekvivalentno 20 miljardam zlatih mark v obliki zlata, blaga, ladij, vrednostnih papirjev ali drugih oblikah. Denar bi se tudi porabil za plačilo stroškov, ki bi jih imele zavezniške okupacijske sile, za plačilo hrane in surovin za Nemčijo.

### Jamstva
Da bi zagotovili izpolnitev pogodbe, naj bi Porenje in mostišča vzhodno od Rena nadzorovale zavezniške skupine za obdobje petnajstih let. Če Nemčija ne bi nastopala agresivno, bi se začel postopen umik; po petih letih naj bi bilo evakuirano mostišče pri Kölnu in ozemlje severno od črte vzdolž reke Ruhr. Po desetih letih bi se evakuiralo mostišče pri Coblenzu in ozemlja severno od njega, po petnajstih letih pa bi se umaknile še vse preostale zavezniške skupine. Če Nemčija ne bi izpolnila obveznosti iz pogodbe, bi se mostišča v trenutku ponovno okupirala.

### Mednarodne organizacije
Del I pogodbe, kot na vseh ostalih pogodbah, podpisanih v času pariške mirovne konference, je bil Zaveza Društva narodov, ki je predvidevala ustanovitev Društva narodov, organizacije za arbitražo mednarodnih sporov. V pogodbenem delu XIII je bila določena ustanovitev Mednarodnega urada za delo za urejanje delovnih ur, vključno z maksimalnim številom ur na dan oz. teden; regulacija ponudbe delovne sile; preprečevanje brezposelnosti; zaščita delavca pred boleznijo; bolezni in poškodbe, ki izhajajo iz narave dela; zaščita otrok, mladih in žensk; zaščita interesov delavcev, zaposlenih v tujini; priznanje načela svobode združevanja; organizacija poklicnega in strokovnega izobraževanja. Pogodba je tudi pozvala podpisnike k podpisu oz. ratifikaciji mednarodne opijske konvencije.

## Odzivi

### Med zavezniki
Britanski uradniki so na konferenci razglasili francosko politiko za požrešno in maščevalno; po Hitlerjevi remilitarizaciji Porenja leta 1936 je tedaj že nekdanji britanski ministrski predsednik Ramsay MacDonald naznanil, da je bil vesel, da pogodba izginja in pri tem izrazil upanje, da je bila Francozom dana »huda lekcija«.
Francozi so bili po podpisu pogodbe aktivni v Društvu narodov. Clemenceauju sicer ni uspelo doseči vseh zahtev francoskega naroda in je bil januarja 1920 poražen na volitvah. Maršal Ferdinand Foch, ki je menil, da so bili z omejitvami do Nemčije preveč popustljivi, je razglasil, da to ni mir ampak le premirje za dvajset let.
Po Versajski konferenci je ameriški predsednik Wilson trdil, da »vsaj svet pozna Ameriko kot rešiteljico sveta!« Po volitvah 1918 je ameriški Senat prevzela Republikanska stranka; senatorji so bili okoli vprašanja versajske pogodbe razdeljeni na več pozicij. Mogoče je bilo sestaviti večinsko koalicijo, vendar nemogoče zgraditi dvotretjinsko koalicijo, potrebno za to, da sporazum pride skozi.
Jezni blok 12-18 »Irreconcilables«, večinoma republikancev, pa tudi predstavnikov irskih in nemških demokratov, je strogo nasprotovala sporazumu. Ena skupina demokratov je močno podpirala versajsko pogodbo, druga skupina demokratov je podpirala pogodbo, vendar sledila Wilsonu pri kakršnikoli spremembi ali pridržku. Največjo skupino, zbrano okoli senatorja Lodge-a, je sestavljala večina republikancev, ki so želeli pogodbo s pridržki, zlasti pri členu X, v katerem je bila vpletena moč Duštva narodov, da lahko odpre vojno brez glasovanja v ameriškem Senatu. Vsi the Irreconcilables so bili grenki sovražniki predsednika Wilsona. Da bi jih omajal, je Wilson poleti 1919 sprožil vsenarodno govorniško turnejo, vendar se je na sredi poti zgrudil ob hudi možganski kapi, ki mu je uničila voditeljske sposobnosti.
Najbližje sporazumu so bili 19. novembra 1919, ko so republikanci z Lodgem oblikovali koalicijo skupaj z delom demokratov, ki so bili za sporazum; za sporazum s pridržki so imeli skoraj dvotretjinsko podporo. Wilson je zavrnil ta kompromis, sledilo mu je zadosti demokratov, da je bilo dokončno konec možnosti ratifikacije.
Med ameriško javnostjo kot celoto so irski katoliki in nemški Američani močno nasprotovali pogodbi rekoč, da daje prednost Britancem.
Ko je Wilsonov naslednik Warren G. Harding nadaljeval z nasprotovanjem Društvu narodov, je Kongres sprejel Knox-Porterjevo resolucijo, s katero je formalno končal s sovražnostjo med Združenimi državami in centralnimi silami. Uzakonjena je bila 21. julija 1921.
Ameriško-nemški mirovni sporazum je bil podpisan v Berlinu 25. avgusta 1921, dan pred tem je bil podpisan sporazum z Avstrijo, z Madžarsko pa je bil podpisan v Budimpešti 29. avgusta 1921.

### V Nemčiji
29. aprila je nemška delegacija, ki jo je vodil zunanji minister Ulrich Graf von Brockdorff-Rantzau, prispela v Versailles. 7. maja, ko je bila seznanjena s pogoji, diktiranimi s strani zmagovalcev, vključno s klavzulo o vojni krivdi, je von Brockdorff-Rantzau odvrnil Clemenceaju, Wilsonu in Lloyd Georgeu:»Vemo za polno breme sovraštva, s katerim se tukaj soočamo. Vi zahtevate od nas, da priznamo, da smo edina kriva stranka v vojni; tako priznanje iz mojih ust bi bila laž.« Ker Nemčiji ni bilo dovoljeno sodelovati pri pogajanjih, je nemška vlada izdala protest proti po njenem stališču nepoštenim zahtevam in kršitvi časti,, kmalu zatem pa se umaknila iz nadaljevanja mirovne konference.
Nemci vseh političnih strani so obsodili pogodbo, zlasti določbo, ki je krivila Nemčijo za začetek vojne, kot žalitev narodove časti. Na pogodbo so se sklicevali kot diktat, saj so bili njeni pogoji predstavljeni Nemčiji na osnovi vzemi ali pusti. Nemški prvi demokratično izvoljeni predsednik vlade Philipp Scheidemann je raje odstopil kot podpisal pogodbo. V svojem strastnem govoru pred Državnim zborom 21. marca 1919 je pogodbo označil kot »morilski načrt«. Po njegovem odstopu se je oblikovala nova nemška vlada, ki jo je prevzel Gustav Bauer.
Predsednik Nemčije Friedrich Ebert je vedel, da je država v nemogočem položaju. Z gnusom, kot je bila sama pogodba, se je bal, da nova vlada ni bila v položaju, da bi jo zavrnila. S tem v mislih je vprašal maršala Paula von Hindenburga, če bi bila vojska sposobna kakršnegakoli smiselnega odpora v primeru, da bi se sile antante odločile obnoviti sovražnosti, za katere je verjel, da bi bile povsem verjetne, če Nemčija zavrne podpis sporazuma. Če bi obstajala zgolj majhna možnost, da bi vojska zdržala, bi Ebert nameraval priporočiti, naj ne ratificirajo pogodbe. Hindenburg, potem ko je dobil odgovor od načelnika štaba Wilhelma Groenerja, je zaključil, da je položaj vojske nevzdržen. Vlada je ob tem poročilu predlagala podpis pogodbe državnemu zboru, ki jo je z 237 glasovi za, 138 proti in petimi vzdržanimi izglasoval. Zunanji minister Hermann Müller in minister za kolonije Johannes Bell sta odpotovala v Versailles, kjer sta 28. junija 1919 v imenu Nemčije podpisala pogodbo, ratificiral pa državni zbor 9. julija 1919 z 209 glasovi za in 116 glasovi proti.
Konservativci, nacionalisti in nekdanji vojaški poveljniki so obsodili pogodbo. Na politike Weimarske republike, ki so podprli pogodbo, socialiste, komuniste in jude so gledali s sumom kot na osebe vprašljive lojalnosti. Govorilo se je, da Judje niso podprli vojne in so igrali vlogo pri prodaji Nemčije njihovim sovražnikom. Za tiste, za katere se je zdelo, da so imeli korist od oslabljene Nemčije in novo oblikovane Weimarske republike, so govorili, da so »Nemčijo zabodli v hrbet«. Za tiste, ki so sprožili nemire in stavke v vojaški industriji na domačem prizorišču ali so nasprotovali nemškemu nacionalizmu, je bilo videti, da so prispevali k nemškemu porazu. Teorije so dobile težo ob dejstvu, da se je Nemčija predala novembra 1918, ko je bila njena vojska še vedno na ozemlju Belgije in Francije. Nadalje je Nemčija že dobila vojno na vzhodni fronti in sklenila mir z Rusijo. Na zahodu se je zdelo, da je bila Nemčija blizu zmagi s spomladansko ofenzivo. Za njen neuspeh so krivili stavke v orožarski industriji v kritičnih trenutkih ofenzive, s čimer so vojake pustili s pomanjkljivo dobavljenim materialom. Stavke so nacionalisti obravnavali kot izdajo, pri kateri so bili Judje označeni za največje krivce.
Mirovna pogodba iz Versaillesa je ohromila nemško gospodarstvo in ga ob visoki inflaciji pustila ranljivega vse do velike svetovne gospodarske krize v začetku 30. let. Oktobra 1925 so v švicarskem Locarnu potekala pogajanja glede povojne ozemeljske ureditve meja, s katerimi se je vzpostavila normalizacija odnosov z Weimarsko republiko. Ob veliki krizi je v Lozani od 16. junija do 9. julija 1932 potekala konferenca, na kateri so Nemčiji odložili za nedoločen čas plačilo reparacij. Gospodarska kriza je leta 1933 omogočila Hitlerju z nacionalsocialistično idejo priti na oblast, z njim pa je gospodarstvo oživelo in močno okrepilo. Nemčija je ponovno vzpostavila vojaško industrijo, marca 1935 je uvedla naborništvo, že leto kasneje pa z vojsko zavzela ozemlje ob Renu, kar je bilo sicer v temeljnem nasprotju z versajsko pogodbo, vendar ni bilo nobenih konkretnih odgovorov s strani zaveznikov na ta dejanja. Marca 1938 je sledil Anschluss Avstrije, leto kasneje pa še vzpostavitev nemškega protektorata Bohemije in Moravske potem, ko je z münchenskim sporazumom oktobra 1938 zasedla ozemlje češkoslovaških Sudetov, poseljenega s sudetskimi Nemci. Z nemškim napadom na Poljsko v začetku septembra 1939 se je začela druga svetovna vojna.